# Порша Перес
Дже́нна Грэ́ттан (англ. Jenna Grattan род. 26 октября 1987 года) — бывшая канадская реслерша, наиболее известная под псевдонимом По́рша Пере́с (англ. Portia Perez). Известна по выступлениям в Shimmer Women Athletes в команде Canadian NINJAs вместе с Николь Мэттьюс, где является двукратной командной чемпионкой.

## Карьера в реслинге
Перес дебютировала в реслинге летом 2004 в Professional Wrestling Entertainment. Порша всё ещё училась в школе в тот момент, когда стала принимать букинг от множества компаний в Квебеке и Онтарио, включая промоушен, в котором она тренировалась — Universal Wrestling Alliance. В 2005, Перес начала принимать букинг из США. Свой дебют в США она совершила в Cleveland All Pro Wrestling. Также она выступала и в ряде других промоушенов, среди которых Heartland Wrestling Association в Цинциннати (Огайо), и IWA East Coast в Чарлстоне (Западная Виргиния).
В январе 2006 Порша отправилась в свой первый международный тур, который занял 4 недели в Ирландском Irish Whip Wrestling и Английском All Star Wrestling. По возвращении в Канаду она продолжила выступления во множестве канадских и американских промоушенов, включая дебют Shimmer Women Athletes в мае 2006. В июне 2006 Перес совершила дебют в Мексике как боец в маске под именем Экстазис. Она провела три недели, выступая в Lucha Libre Feminil и Asistencia Asesoría y Administración. В ноябре 2006 Перес в очередной раз посетила ирландский Irish Whip Wrestling в рамках тура в Европу. Также в рамках тура Перес участвовала в турнире Queens of Chaos 2 в Париже, а также совершила дебют в Лондонском Real Quality Wrestling, сразилась с местным женским чемпионом Эден Блэк.

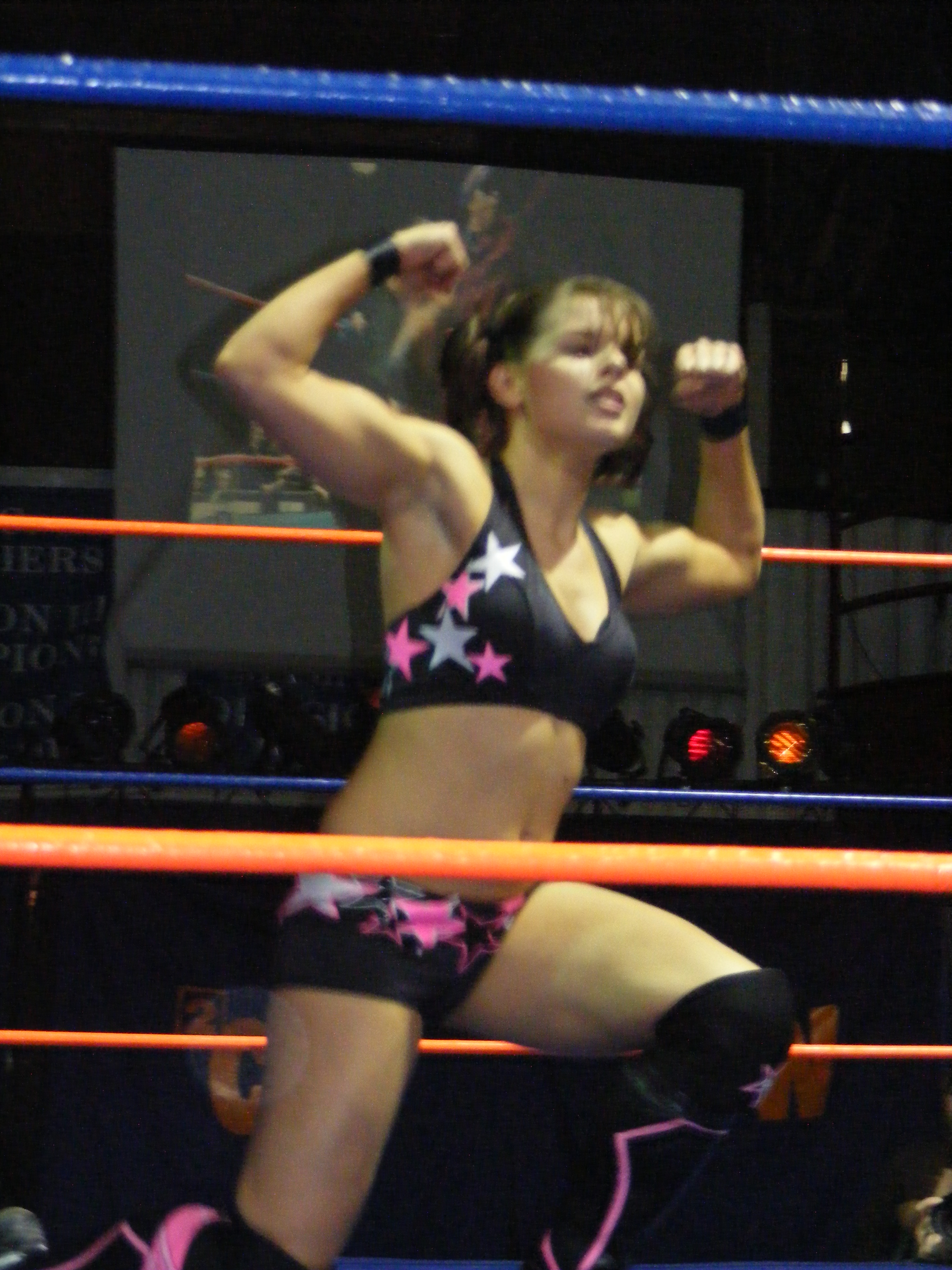
Порша Перес позирует на ринге в апреле 2009.

В апреле 2007 Порша приехала в Европу в третий раз. Четыре недели она выступала в Англии и Ирландии. 2 июня 2007 Перес сломала руку в бою против МсЧиф на шоу Shimmer Women Athletes. Своё возвращение Порша совершила на шоу Ring of Honor 27 июля. Перес сформировала команду с Николь Мэттьюс на шоу Shimmer Women Athletes в октябре 2007, позднее команда была названа Canadian NINJAs (National International Nation of Jalapeño Awesomeness («Национальная Международная Нация Потрясности Халапеньо»)). Она начала враждовать с Эллисон Денжер в Shimmer 5 июля 2008.

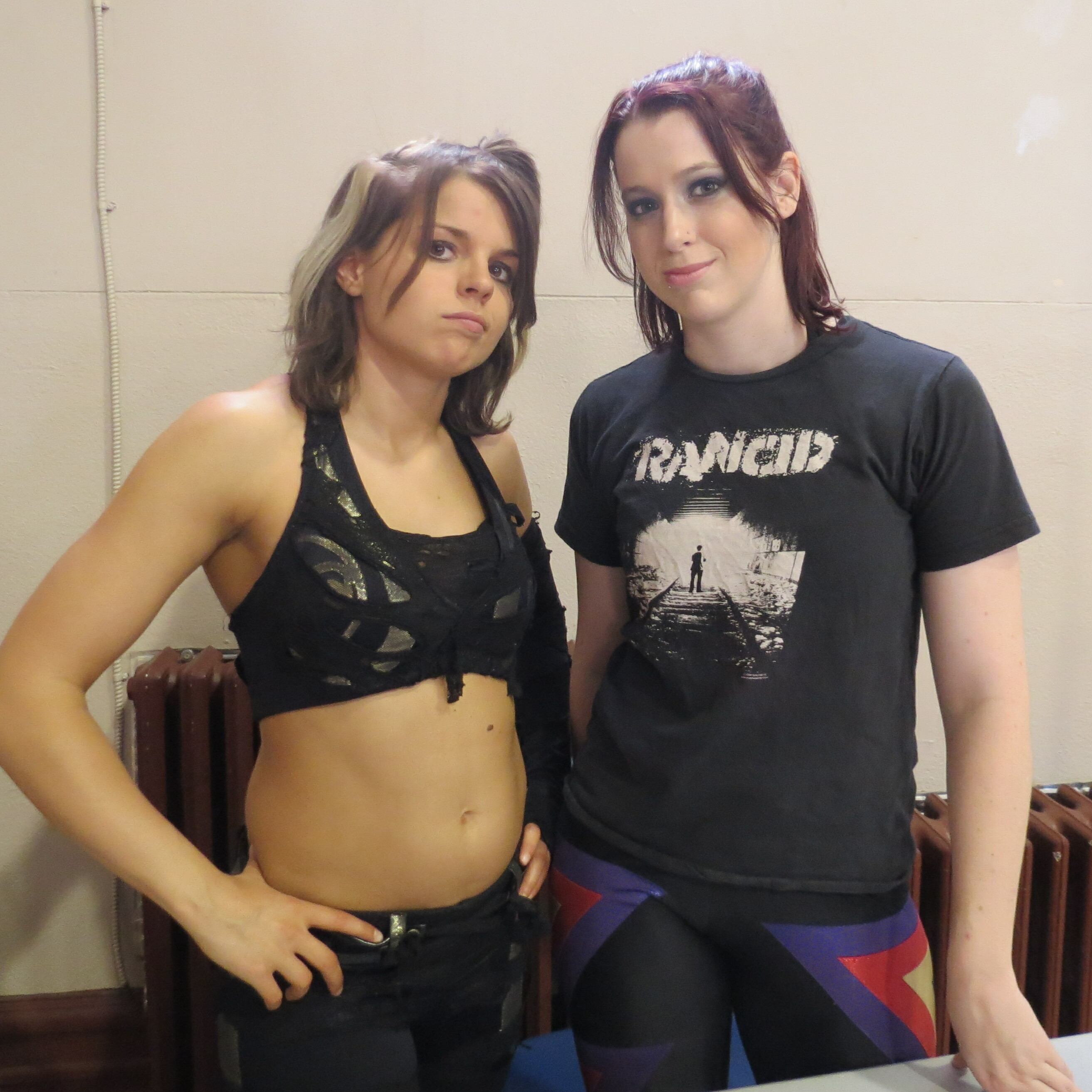
Порша Перес и Николь Мэттьюс — Canadian NINJAs.

15 декабря 2008 Перес была побеждена Анджелиной Лав в тёмном матче на шоу TNA Wrestling. 3 мая 2009, на записях Shimmer Volume 26 Перес и Мэттьюс победили Эшли Лейн и Nevaeh и выиграли Shimmer Tag Team Championship. Им удалось продержать титулы 692 дня, после чего они проиграли их Хироё Мацумото и Мисаки Охата 26 марта 2011. 7 июля 2012 «Канадские Ниндзи» победили Кортни Раш и Сару дель Рей на NCW Femmes Fatales и выиграли Shimmer Tag Team Championship во второй раз. 14 апреля 2013 года, на записях Shimmer Volume 57, они проиграли титулы Global Green Gangsters (Келли Скейтер и Томока Накагава).

### Wrestlicious
В начале 2009 года Порша приняла участие в записях первого сезона Wrestlicious, показ которого состоялся в марте 2010. В этом промоушене она выступала под именем «Faith» (Фейс, Вера), а её командный партнёр Николь Мэттьюс — под именем «Hope» (Хоуп, Надежда). Она совершила свой дебют в пятом эпизоде, который был показан 31 марта, где она в команде с Хоуп потерпела поражение от команды Шарлотт и Пейдж Вебб.

### NCW Femmes Fatales
Перес сразилась и победила Кайли Пирс в своём дебюте на шоу NCW Femmes Fatales. На следующем шоу, прошедшем 5 февраля 2010, она была побеждена Мерседес Мартинес. Как часть командных чемпионов SHIMMER она приняла участие в турнире за звание первой чемпионки NCW Femmes Fatales Champion, но в первом же раунде была побеждена Пи Джей Тайлер.

### Япония
23 сентября 2011 Перес совершила дебют в японском промоушене — Universal Woman’s Pro Wrestling Reina. Она и Николь Мэттьюс стали участвовать в турнире за командные титулы промоушена, победив Миа Йим и Сару дель Рей в первом раунде турнира. На следующий день в финале турнира Перес и Мэттьюс потерпели поражение от Ла Команданте и Zeuxis. Перес вернулась в Японию 14 января 2013 для работы в местном промоушене World Wonder Ring Stardom. Перес вместе с Келли Скейтер и Томокой Накагавой вошла в команду «Team Shimmer» для участия в турнире за Artist of Stardom Championship. В первом раунде турнира они победили Planet (Ио Сирай, Маю Иватани и Нацуми Сёдзуки). В тот же день, в финале турнира, они потерпели поражение от Кавасаки Кацусика Саикёу Дэнсэцу Plus One (Акт Ясукава, Нацуки Таиё и Саки Касима). 19 января Перес победила Нацуми Сёдзуки в одиночном матче. На следующий день Перес в команде с Келли Скейтер сражались против Хироё Мацумото и Юдзуки Аикава.

### Завершение карьеры
10 октября 2015 Порша объявила, что вынуждена завершить карьеру из-за травмы шеи. Последний свой матч она провела на следующий день, 11 октября 2015 года, на записях Shimmer, где она вместе с Николь Мэттьюс, Кимбер Ли и Лейси победила Дейзи Хейз, Келли Скейтер, Лекси Файф и Мэддисон Иглз.

## Гиммик

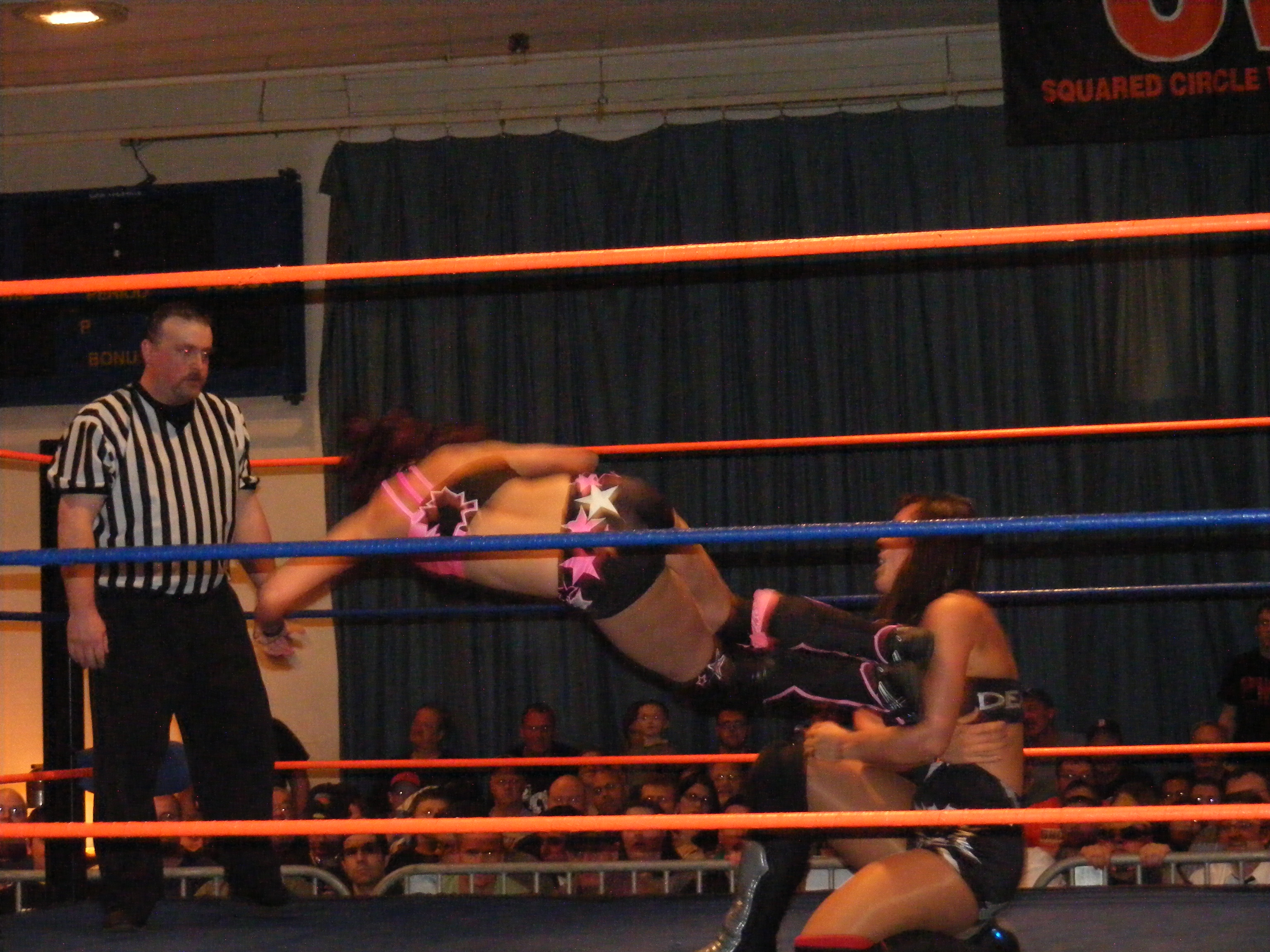
Перес проводит дропкик Саре дель Рей.

- Завершающие приёмы
  - Just Facelock[2] (Bridging crossface)
  - Kosher Pickle[2] (Spinning or a flipping inverted double underhook facebuster)
  - School’s Out[2] (Swinging reverse STO)
  - Superkick[2]
- Коронные приёмы
  - Дропкик (англ. Dropkick)
  - Leg trap sunset flip powerbomb
  - Multiple knee lifts
  - Spinning wheel kick
  - Victory roll, как контр-атака на wheelbarrow bodyscissors
- С Николь Мэттьюс
  - Завершающие приёмы
    - Funky Cold Medina (комбинация Superkick (Перес) и bridging German suplex (Мэттьюс))[17]
- Музыкальные темы
  - «Edge of Seventeen» от Стиви Никс
  - «Hall of Mirrors» от The Distillers (Pro Wrestling Ohio)

## Титулы и награды
- Anarchy Championship Wrestling
  - ACW Heavyweight Championship (1 раз)
  - ACW American Joshi Championship (2 раза)
  - American Joshi Queen of Queens (2010)
- Great Canadian Wrestling
  - GCW W.I.L.D. Championship (1 раз)
- Main Event Wrestling
  - MEW Women’s Championship (1 раз)
- Pro Wrestling Illustrated
  - PWI ставит её под № 25 в списке 50 лучших женщин-реслеров в 2010 году[18]
- Shimmer Women Athletes
  - Shimmer Tag Team Championship (2 раза) — с Николь Мэттьюс
- Squared Circle Wrestling
  - 2CW Tag Team Championship (1 раз) — с Джейсоном Эксом